# Однолетние растения

Знак однолетнего растения

Одноле́тнее расте́ние, или одноле́тник, — растение, онтогенез которого, включая созревание, цветение и смерть, занимает один вегетационный период.
Однолетние растения — всегда травы; почти никогда они не размножаются вегетативно (за исключением культуры тканей). Примеры однолетних растений — горох, цветная капуста, табак, укроп.
Многие однолетники используются в декоративных целях, поскольку обладают яркими и пышными цветами.
В ботанической литературе однолетние растения обозначаются символом Солнца.